# Exconvento de Santa María Magdalena (San Martín Texmelucan)
El Exconvento de Santa María Magdalena es un templo religioso de culto católico que pertenece a la jurisdicción eclesiástica de la Arquidiócesis de Puebla, bajo el patronazgo de Santa María Magdalena, San Francisco de Asís y la Inmaculada Concepción. Es un templo conventual de arquitectura barroca del siglo XVII construido por los dieguinos al estilo de la Tercera orden franciscana. Se encuentra ubicado en el centro de la ciudad de San Martín Texmelucan, Puebla, México.

## Historia

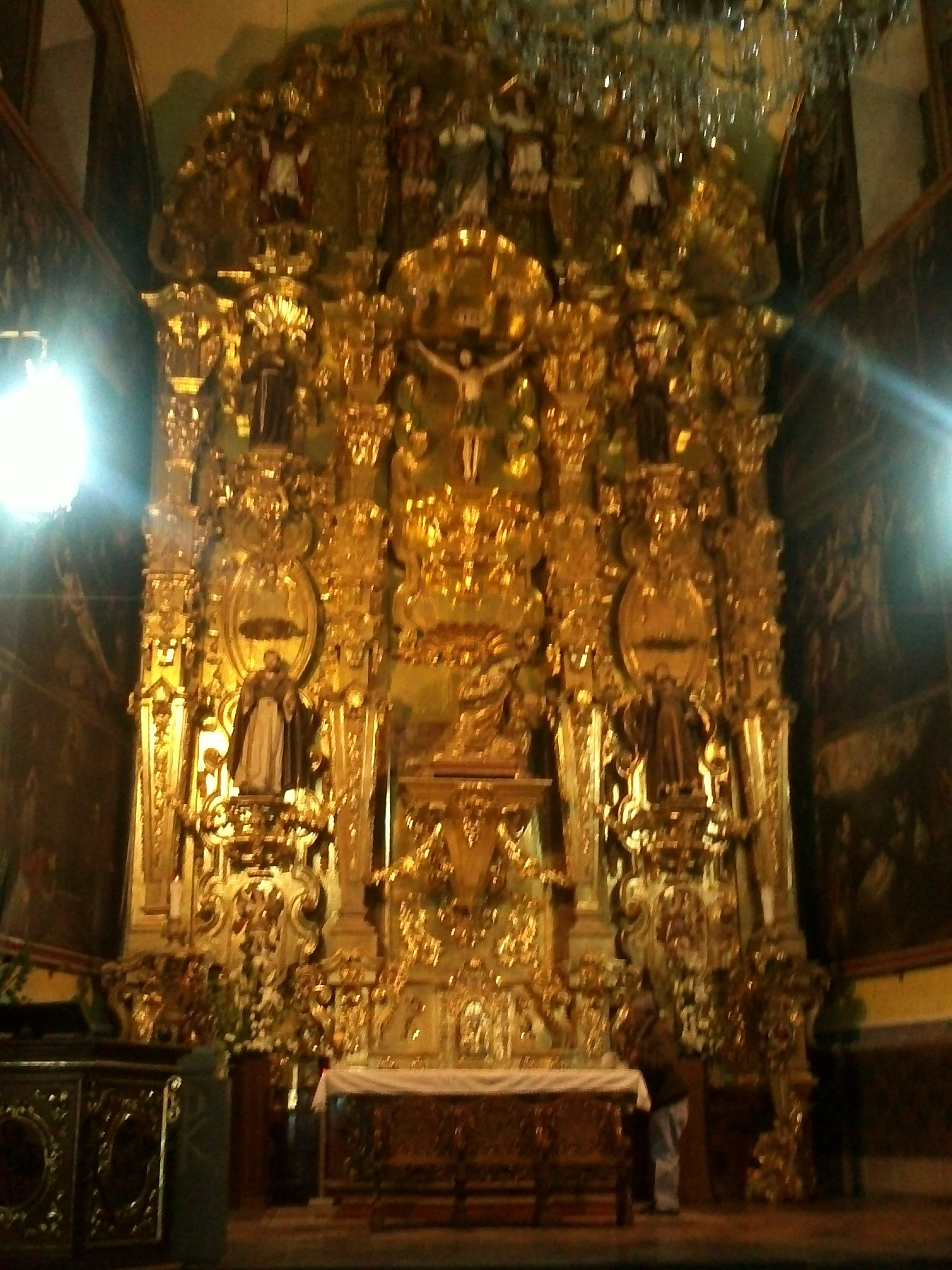
Altar mayor de Santa María Magdalena, San Martín Texmelucan

### Fundación
Este edificio fue construido en las primeras dos décadas del siglo XVIII por los dieguinos, para uso de la tercera orden franciscana en el entonces recién fundado pueblo de San Martín Tlauziutenco, después San Martín Texmelucan. El pueblo se fundó por la necesidad de tener un lugar de descanso en camino de las ciudades de Puebla y México. La necesidad religiosa de la congregación de indios asentada aquí llevó a la fundación del convento promovida por el Virrey don Gaspar de Zúñiga y Acevedo, Conde de Monterrey y Virrey de la Nueva España, conforme al mandato del rey. Los dieguinos llegaron a San Martín en 1615 teniendo licencia para fundar un convento en San Salvador el Verde, sin embargo, los pobladores de San Martín insistieron en que el convento se hiciera en su pueblo y este fue levantado finalmente a orillas del entonces camino entre México y Veracruz dedicada a Santa María Magdalena a petición del ministro provincial de la orden Fray Juan de Jesús que era devoto de esta santa.

### Modernidad
Tras las Leyes de Reforma de 1857, el edificio pasó a ser propiedad del estado, sin embargo el Gobierno del Estado de Puebla que se ha distinguido por ser profundamente conservador el 2 de abril de 1861 a través del gobernador Miguel Cástulo de Alatriste hizo concesión del templo a los franciscanos y a su local anexo al ayuntamiento de Texmelucan. Las autoridades municipales ocuparon la huerta y los claustros instalando una escuela primaria en este lugar a partir de 1880. Posteriormente la parte de la escuela para varones se convirtió en el hospital de la Cruz Roja y la escuela para niñas sigue funcionando hasta nuestros días como escuela primaria mixta con el nombre "Eufrosina Camacho, viuda de Ávila". El 30 de octubre de 1933 el gobierno federal declaró a este convento Monumento Nacional. Se realizó una remodelación hacia 1953 colocando mosaicos de talavera sobre la nave que realzan la belleza del edificio. En 1982, ante el crecimiento de la población, los frailes franciscanos del convento y los sacerdotes diocesanos de la Parroquia de San Martín decidieron dividir el territorio de la localidad para atender las necesidades religiosas de la población convirtiéndose así en la Parroquia de Santa María Magdalena.

## Arquitectura
La fachada del templo es de cantera y con elementos de hierro forjado. El acceso es con arco de medio punto y entre relieves geométricos se encuentra la imagen de Santa María Magdalena. El interior es de una sola nave como es típico en los templos conventuales con una cúpula principal y una cúpula anexa. Está decorado con altares y retablos barrocos del estilo conocido como churrigueresco de alto valor artístico. Se cuenta también con óleos de gran importancia representando diversas escenas relacionadas con la historia bíblica y la historia de la orden franciscana. Estas obras fueron realizadas por el pintor español Bartolomé Esteban Murillo. También cuenta con un enorme órgano alemán que data de 1794.

## Horarios
Horario de misas:
- Domingos:  7:00 a. m., 8:00 a. m., 9:00 a. m., 12:00 p. m., 1:00 p. m., 6:00 p. m., 7:00 p. m., 8:00 p. m.
- Lunes a sábado: 7:00 a. m., 8:00 a. m.